# 丁氏祠堂及丁屋村古围墙
丁氏祠堂及丁屋村古围墙，位于中国广东省东莞市东莞市东坑镇丁屋村，为东莞市的一个市、县级文物保护单位，类型为古建筑，公布时间为2004年1月8日。
丁氏祠堂及丁屋村古围墙的历史年代为明代。